# Liste von Söhnen und Töchtern der Stadt Rochester (New York)
Dies ist eine Liste bekannter Persönlichkeiten, die in der US-amerikanischen Stadt Rochester (New York) geboren wurden. Die Liste erhebt keinen Anspruch auf Vollständigkeit.

## 19. Jahrhundert

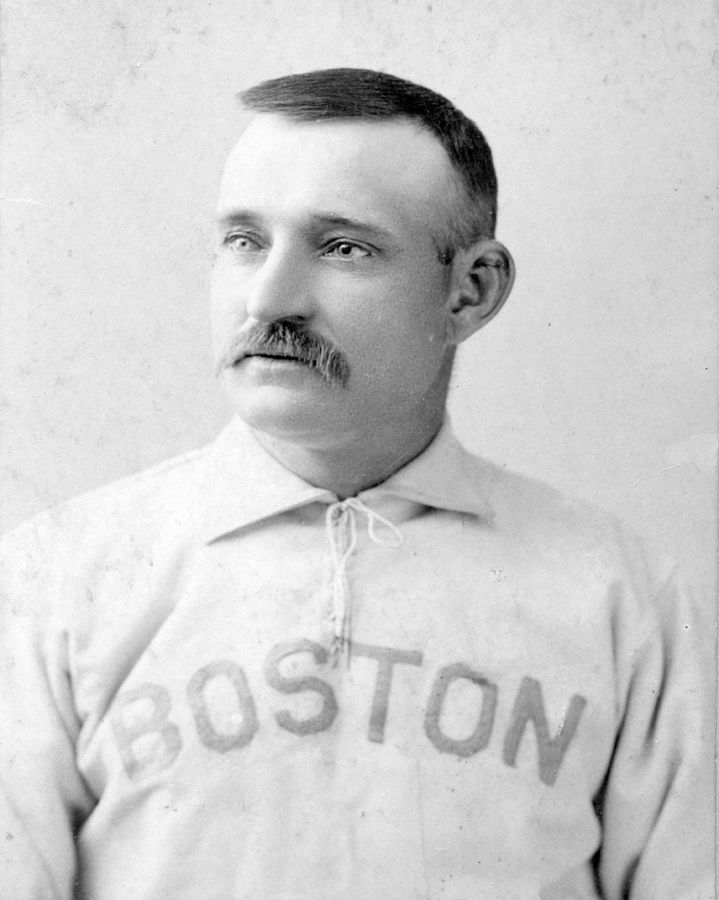
Charles Radbourn
(1854–1897)

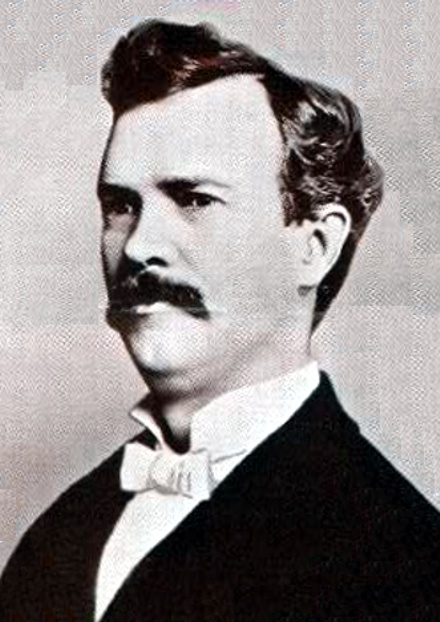
William Seward Burroughs I.
(1857–1898)

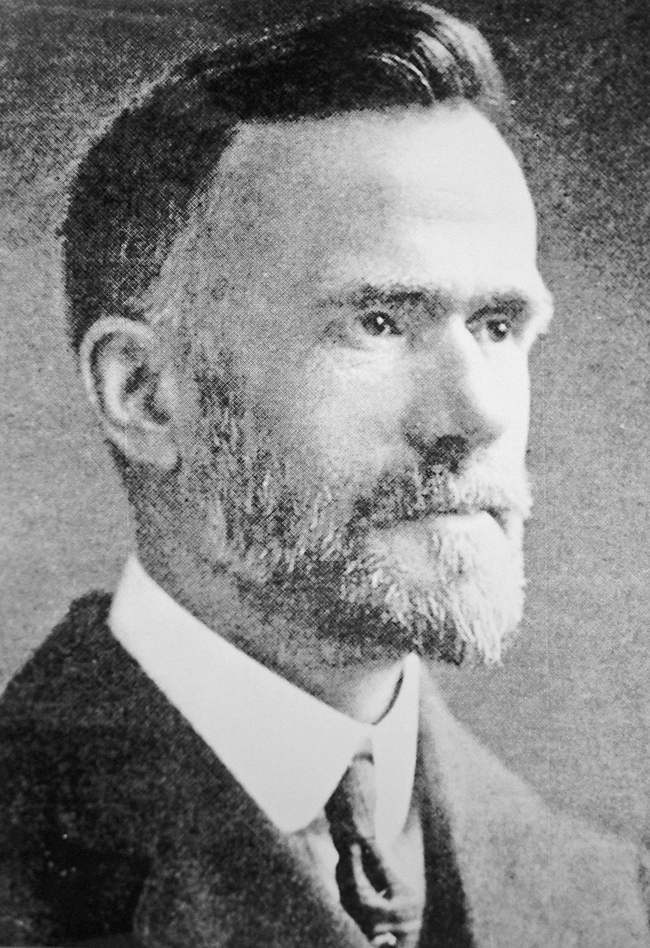
Walter Rauschenbusch
(1861–1918)

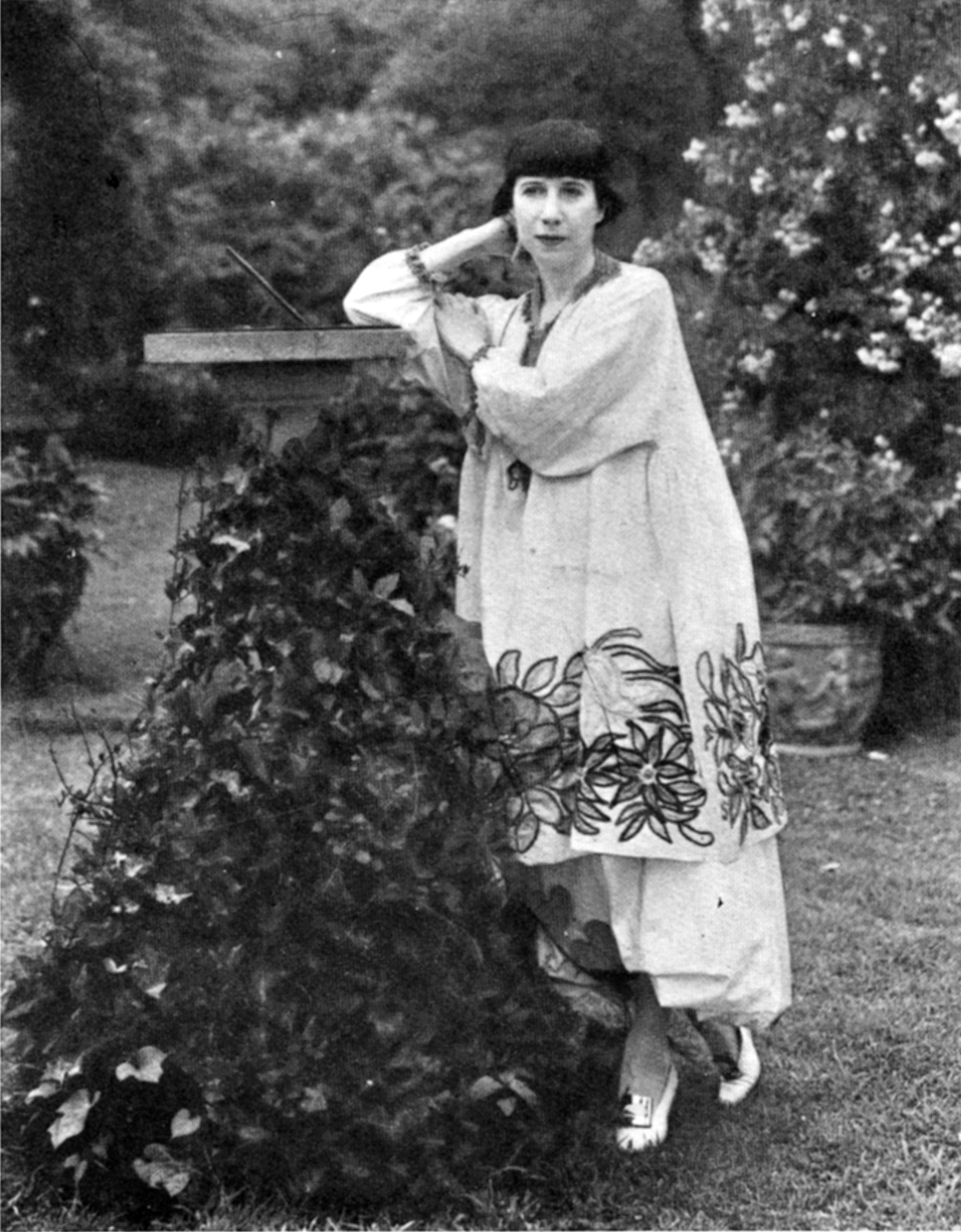
Florine Stettheimer
(1871–1944)

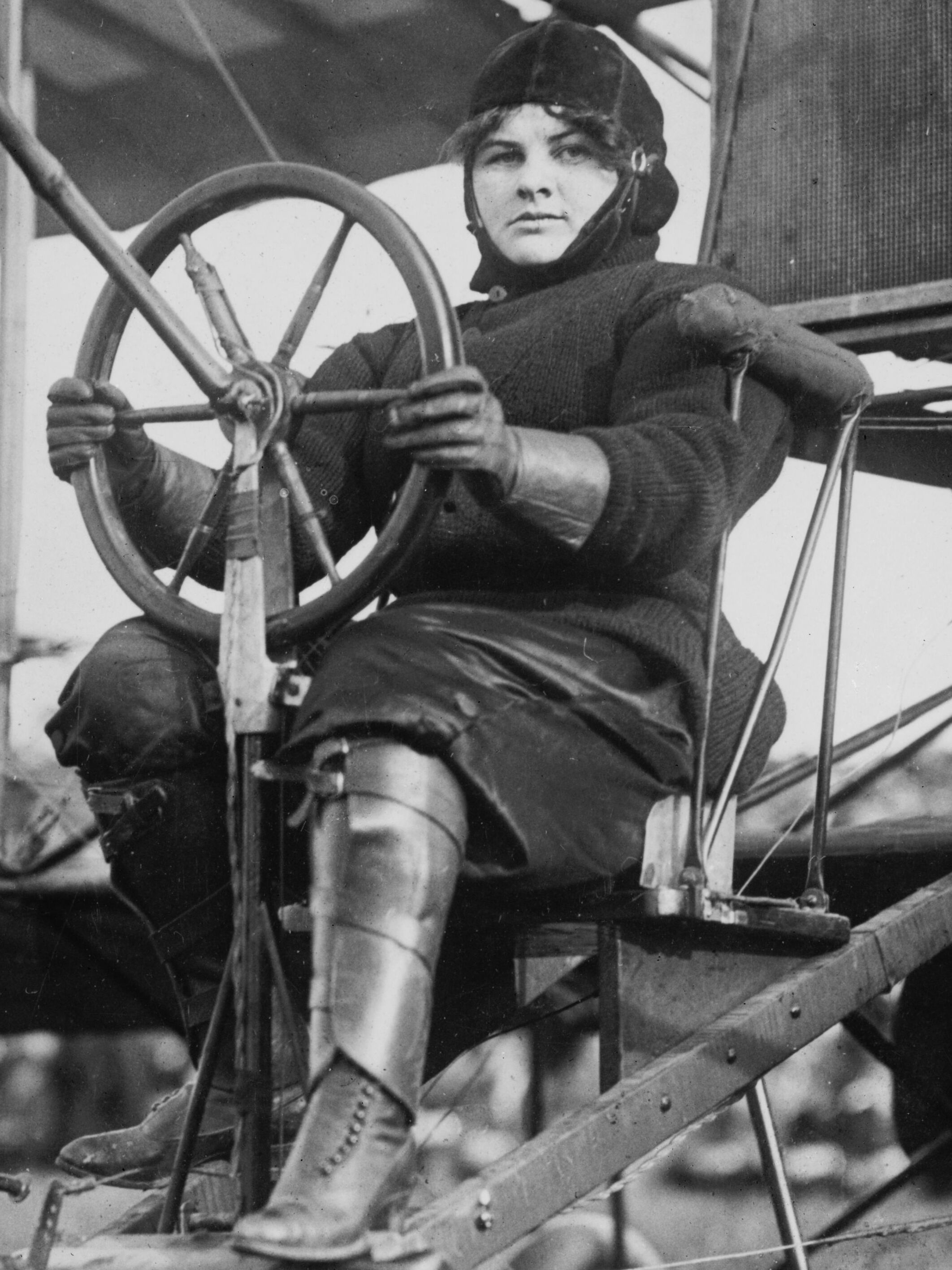
Blanche Stuart Scott
(1889–1970)

- Henry H. Wells (1823–1890), Politiker, Gouverneur von Virginia
- Roswell Hart (1824–1883), Jurist und Politiker
- James Smith Bush (1825–1889), anglikanischer Theologe und Vorfahr der Unternehmer- und Politikerfamilie Bush
- Henry Huntly Haight (1825–1878), Politiker, Gouverneur von Kalifornien
- Augustus Schoonmaker (1828–1894), Jurist und Politiker
- William Conant Church (1836–1917), Verleger, Journalist, Soldat und einer der Gründer der National Rifle Association
- Francis Pharcellus Church (1839–1906), Verleger und Redakteur
- Morton Everel Post (1840–1933), Politiker, Delegierter des Wyoming-Territoriums im US-Repräsentantenhaus
- Isabella Macdonald Alden (1841–1930), Schriftstellerin
- Frank Lawler (1842–1896), Politiker
- Grove Karl Gilbert (1843–1918), Geologe
- Charles Warren Stoddard (1843–1909), Schriftsteller
- Henry C. Brewster (1845–1928), Politiker, Vertreter von New York im US-Repräsentantenhaus
- Frederick Corser (1849–1924), Architekt
- Otto Kelsey (1852–1934), Jurist und Politiker
- Henry G. Danforth (1854–1918), Politiker, Vertreter von New York im US-Repräsentantenhaus
- Charles Radbourn (1854–1897), Baseball-Pitcher
- Rollin S. Woodruff (1854–1925), Politiker, Gouverneur von Connecticut
- William Seward Burroughs I. (1857–1898), Unternehmer und Erfinder einer Addiermaschine
- Edward Joseph Hanna (1860–1944), römisch-katholischer Erzbischof von San Francisco
- Thomas Francis Hickey (1861–1940), römisch-katholischer Bischof von Rochester
- Nick Kaufmann (1861–1943), Kunstradfahrer
- Walter Rauschenbusch (1861–1918), baptistischer Theologe
- James M. E. O’Grady (1863–1928), Politiker, Vertreter von New York im US-Repräsentantenhaus
- Frank Vincent DuMond (1865–1951), Maler, Illustrator und Kunstlehrer
- Kate Gleason (1865–1933), Erfinderin des Fertighauses
- Maud Humphrey (1865 oder 1868–1940), Zeichnerin und Illustratorin
- Marion Weed (1865–1947), Opernsängerin (Sopran) und Gesangspädagogin
- John Sibley Whalen (1868–1913), Politiker, Secretary of State von New  York
- Florine Stettheimer (1871–1944), Malerin, Designerin, Dichterin und Salonnière
- Fredericka Douglass Sprague Perry (1872–1943), Hochschullehrerin, Philanthropin und Aktivistin
- James L. Whitley (1872–1959), Politiker, Vertreter von New York im US-Repräsentantenhaus
- George Melford (1877–1961), Schauspieler und Regisseur
- James P. B. Duffy (1878–1969), Politiker, Vertreter von New York im US-Repräsentantenhaus
- George Murray Hulbert (1881–1950), Jurist und Politiker, Vertreter von New York im US-Repräsentantenhaus und Bundesrichter
- Thomas Read (1881–1962), Politiker, Vizegouverneur von Michigan
- Fletcher Steele (1885–1971), Landschaftsarchitekt
- John Percy Page (1887–1973), kanadischer Politiker, Lehrer und Basketballtrainer, Vizegouverneur von Alberta
- Vincent B. Murphy (1888–1956), Politiker
- Blanche Stuart Scott (1889–1970), die erste US-Amerikanerin, die ein Flugzeug flog
- Walter Hagen (1892–1969), Golflegende
- Norman Kerry (1894–1956), Schauspieler
- Beatrice Kaufman (1895–1945), Herausgeberin und Dramatikerin
- Philip Barry (1896–1949), Dramatiker
- Alan Cook (1896–1973), Filmtechniker und Oscarpreisträger
- Tom Keene (1896–1963), Schauspieler
- Benjamin J. Rabin (1896–1969), Jurist und Politiker, Vertreter von New York im US-Repräsentantenhaus
- Roy J. Kennedy (1897–1986), Physiker
- Joseph J. O’Brien (1897–1953), Politiker, Vertreter von New York im US-Repräsentantenhaus
- Arthur Herbert Copeland (1898–1970), Mathematiker

## 20. Jahrhundert

### 1901–1920

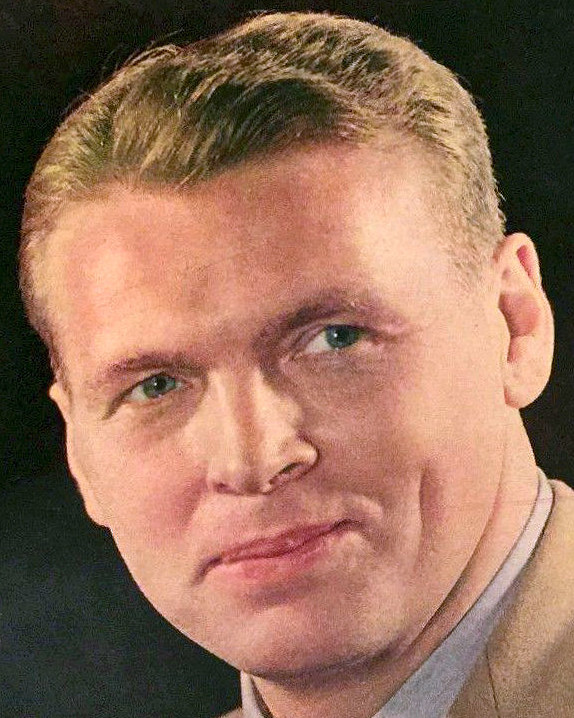
John Lund
(1911–1992)

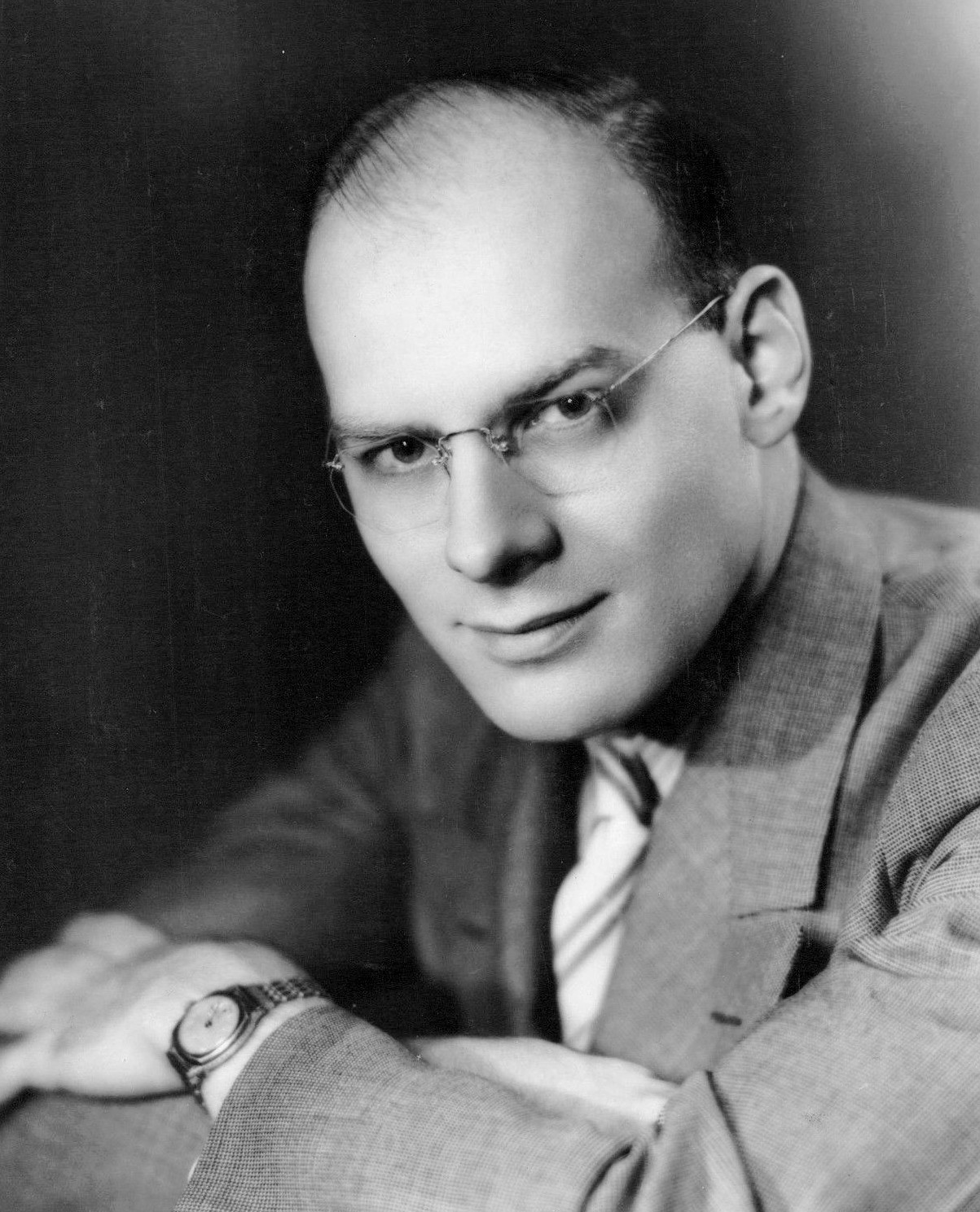
Mitch Miller
(1911–2010)

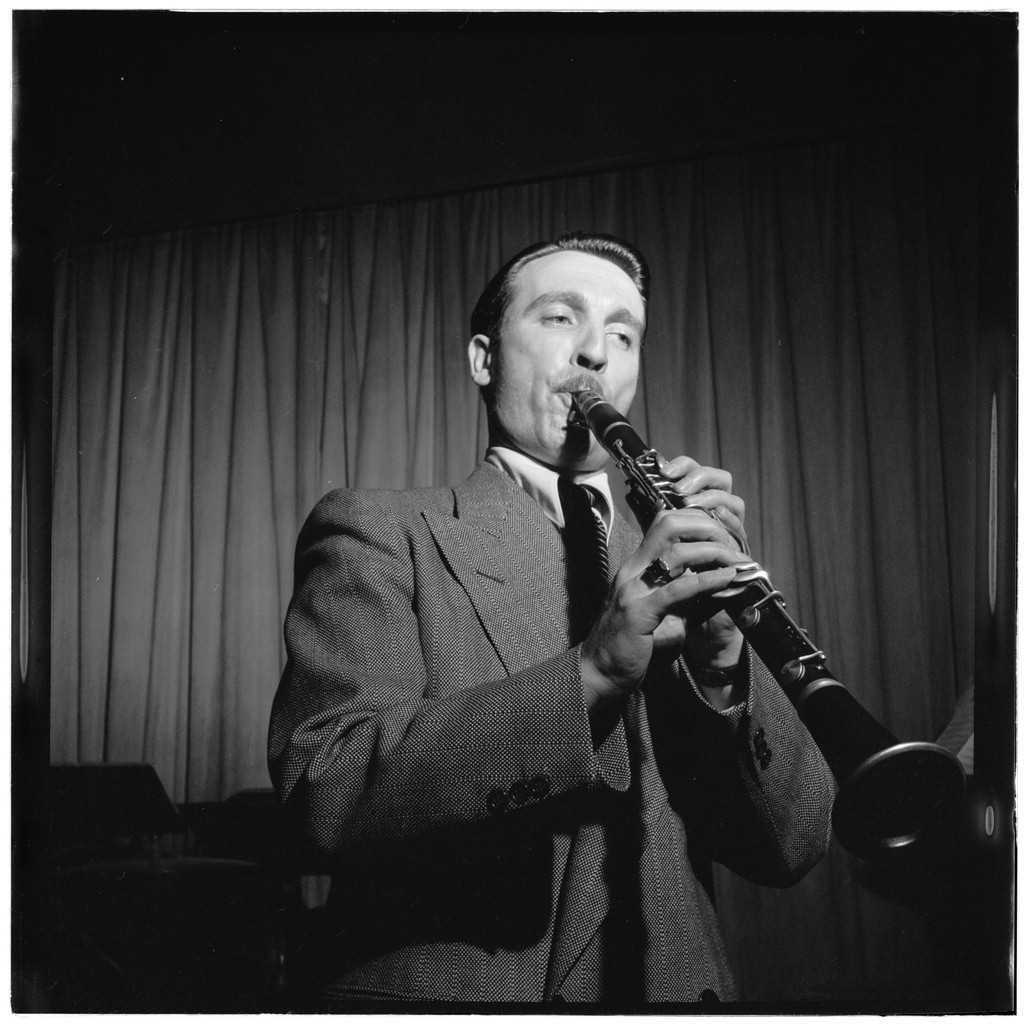
Hank D’Amico
(1915–1965)

- William Cox (1904–1996), Mittel- und Langstreckenläufer
- John Frank Schairer (1904–1970), Geochemiker, Mineraloge und Petrologe
- Rush Rhees (1905–1989), Philosoph
- Harold Sumberg (1905–1994), kanadischer Geiger, Dirigent und Musikpädagoge
- James E. Briggs (1906–1979), Generalleutnant der United States Army
- Robert Gribbroek (1906–1971), Maler, Illustrator und Art Director
- Cab Calloway (1907–1994), Jazz-Sänger und Bandleader
- Lincoln Kirstein (1907–1996), Schriftsteller
- Alec Wilder (1907–1980), Komponist von klassischen und Jazz-Musikwerken, Balladen und Lehrmaterialien
- Jazzbeaux Collins (1909–1997), Discjockey des Jazz und Hörfunk- und Fernsehmoderator
- William L. Hardick (1909–1981), Brigadegeneral der United States Army
- Herbie Brock (um 1910 – n. 1966), Jazzmusiker
- Michael Kanin (1910–1993), Drehbuchautor
- Richard Rober (1910–1952), Schauspieler
- John Lund (1911–1992), Schauspieler
- Mitch Miller (1911–2010), Orchesterchef, musikalischer Chef bei CBS Records
- Garson Kanin (1912–1999), Drehbuchautor
- Joe Simon (1913–2011), Comicautor, -zeichner und -Editor
- Virgil Finlay (1914–1971), Fantasy- und Science-Fiction-Buchillustrator und Künstler
- Dan Fowler (1914–1991), Fußballspieler und -funktionär
- LeRoy Apker (1915–1970), experimenteller Festkörperphysiker
- Hank D’Amico (1915–1965), Jazz-Klarinettist
- David Diamond (1915–2005), Komponist
- Armand Augustine Maurer (1915–2008), Theologe
- Boris Bittker (1916–2005), Rechtswissenschaftler und Steuerwissenschaftler
- John Springer (1916–2001), Presseagent, Filmhistoriker und Schriftsteller
- Gordon D. Goldstein (1917–1989), Informatiker
- Marcia Brown (1918–2015), Kinderbuchautorin und -illustratorin
- Leland Clark (1918–2005), Biochemiker
- Richard T. Kennedy (1919–1998), Oberst der US Army und Diplomat
- William F. Quinn (1919–2006), der erste Gouverneur des 50. Bundesstaates Hawaii
- Jerry Bruno (1920–2020), Jazzmusiker (Kontrabass) des Swing und Mainstream Jazz
- Marion S. Kellogg (1920–2004), Vizepräsidentin von General Electric

### 1921–1930

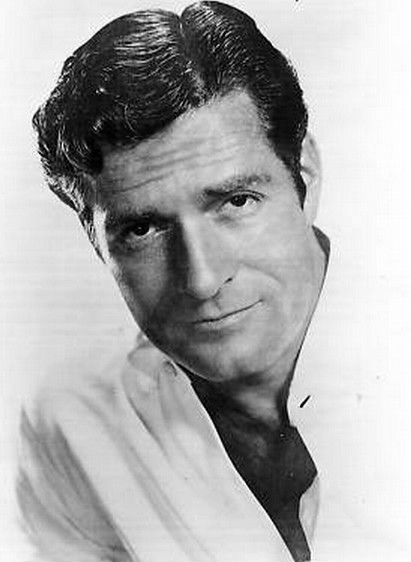
Hugh O’Brian
(1925–2016)

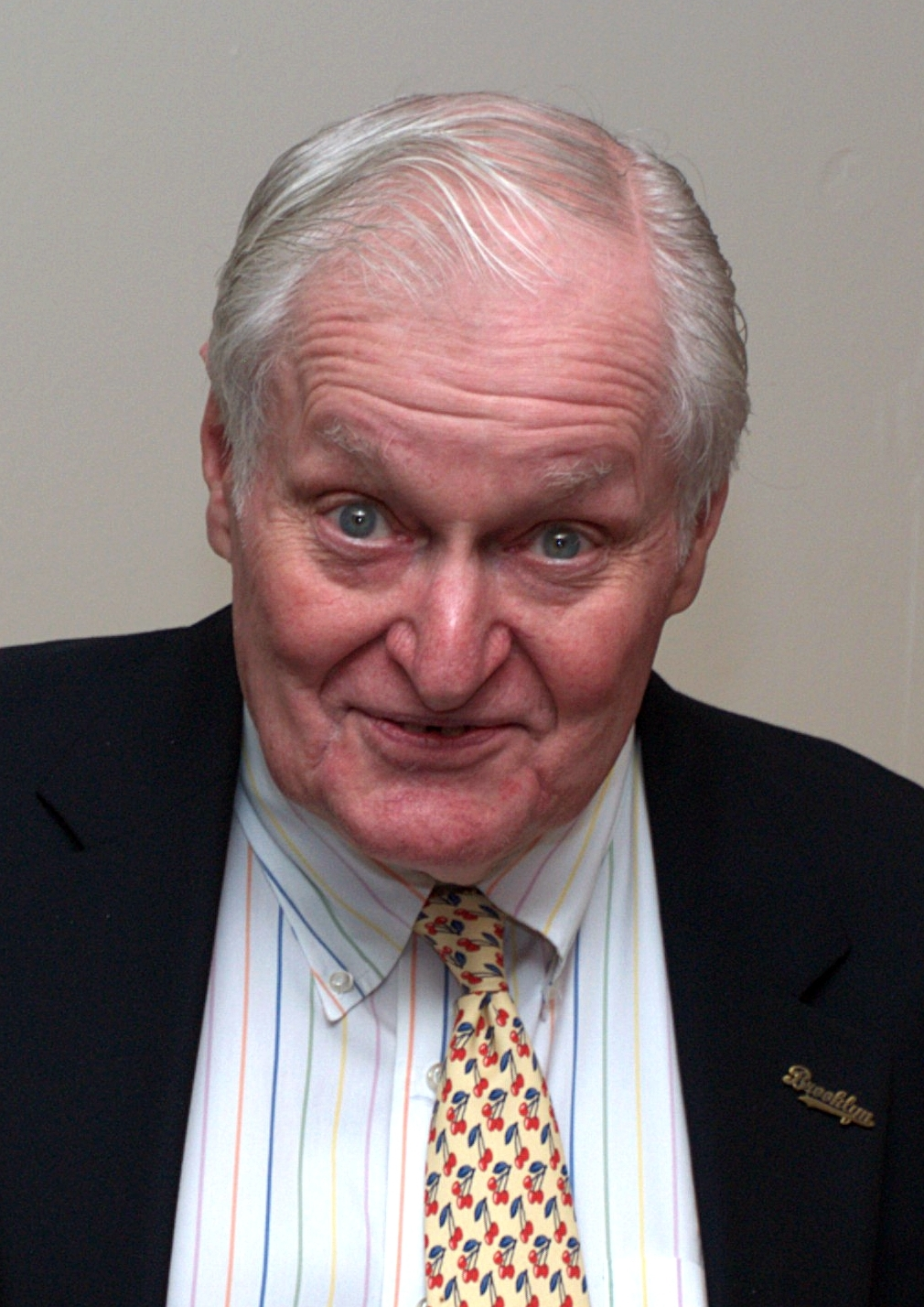
John Ashbery
(1927–2017)

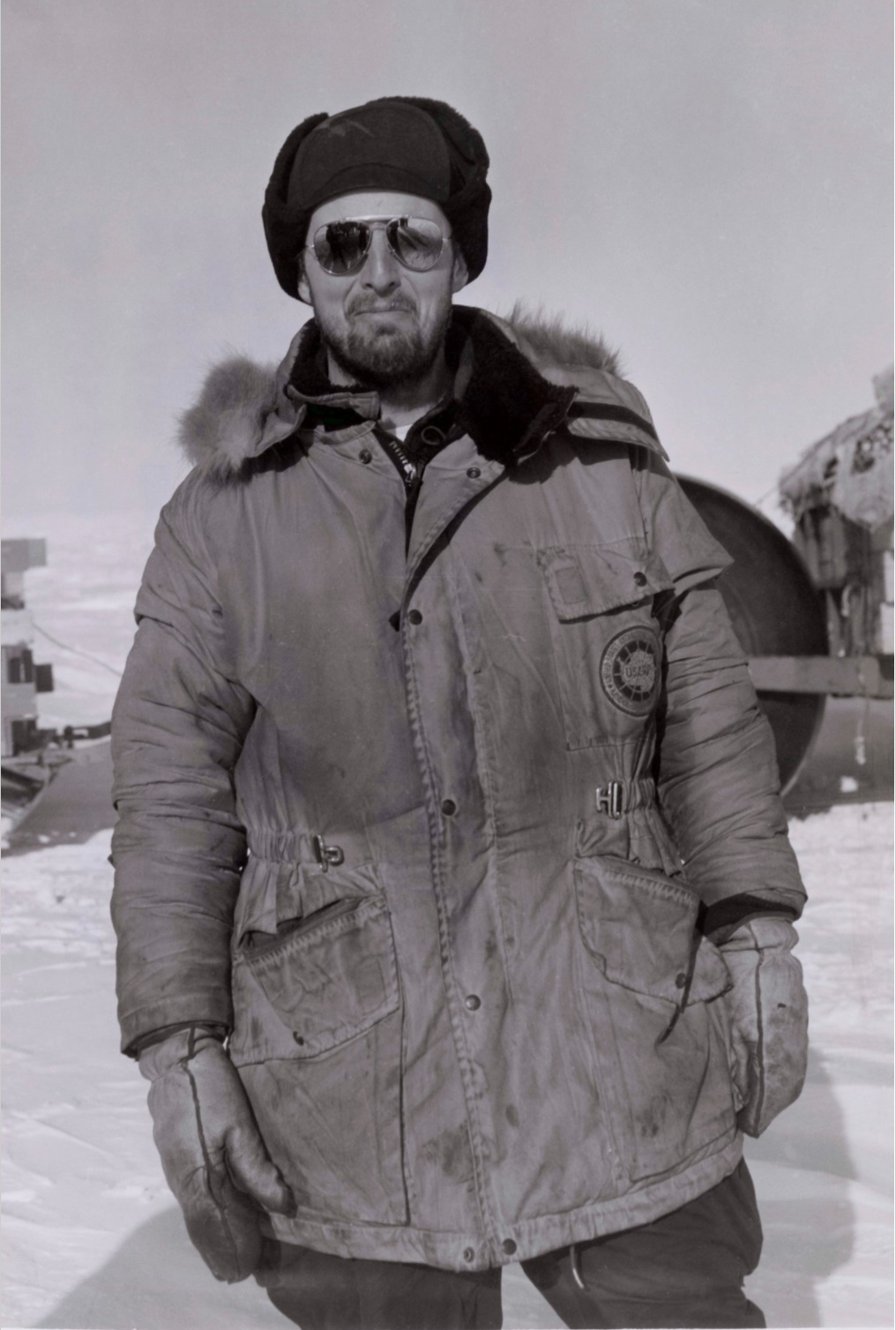
Charles Bentley
(1929–2017)

- William B. Macomber (1921–2003), Diplomat
- Herbert York (1921–2009), Kernphysiker
- Arthur Wightman (1922–2013), Physiker
- Jean Merrill (1923–2012), Kinderbuch-Autorin
- Raymond J. Bowman (1924–1945), Soldat im Zweiten Weltkrieg
- Alvin Coox (1924–1999), Militärhistoriker
- Mary Grace Canfield (1924–2014), Schauspielerin
- François Augiéras (1925–1971), französischer Autor
- Hugh O’Brian (1925–2016), Schauspieler
- Richard A. Cloward (1926–2001), Soziologe, Kriminologe und Bürgerrechtler
- Marilyn Erskine (* 1926), Schauspielerin
- James Alexander Green (1926–2014), britischer Mathematiker
- Arthur Rock (* 1926), Risikokapital-Geber im High-Tech-Bereich
- John Ashbery (1927–2017), Dichter
- Ted Brown (* 1927), Jazzmusiker (Tenorsaxophon)
- James W. Symington (* 1927), Politiker, Vertreter von Missouri im US-Repräsentantenhaus
- Malcolm Glazer (1928–2014), Unternehmer
- Donald Richard Herriott (1928–2007), Physiker
- Charles Bentley (1929–2017), Geophysiker und Polarforscher
- Jeremy Bernstein (* 1929), theoretischer Physiker und Wissenschafts-Essayist
- Peter Breck (1929–2012), Schauspieler
- Paul M. Lloyd (1929–2007), Romanist, Hispanist und Linguist
- Edward D. Hoch (1930–2008), Krimi- und Science-Fiction-Autor
- Frank Strazzeri (1930–2014), Jazzpianist
- Bob Tullius (* 1930), Autorennfahrer und Rennstallbesitzer
- Louis Vezelis (1930–2013), Oberer einer sedisvakantistischen Gemeinschaft von Franziskanern in den USA und Bischof in der Sukzession des Pierre Martin Ngô Đình Thục

### 1931–1940

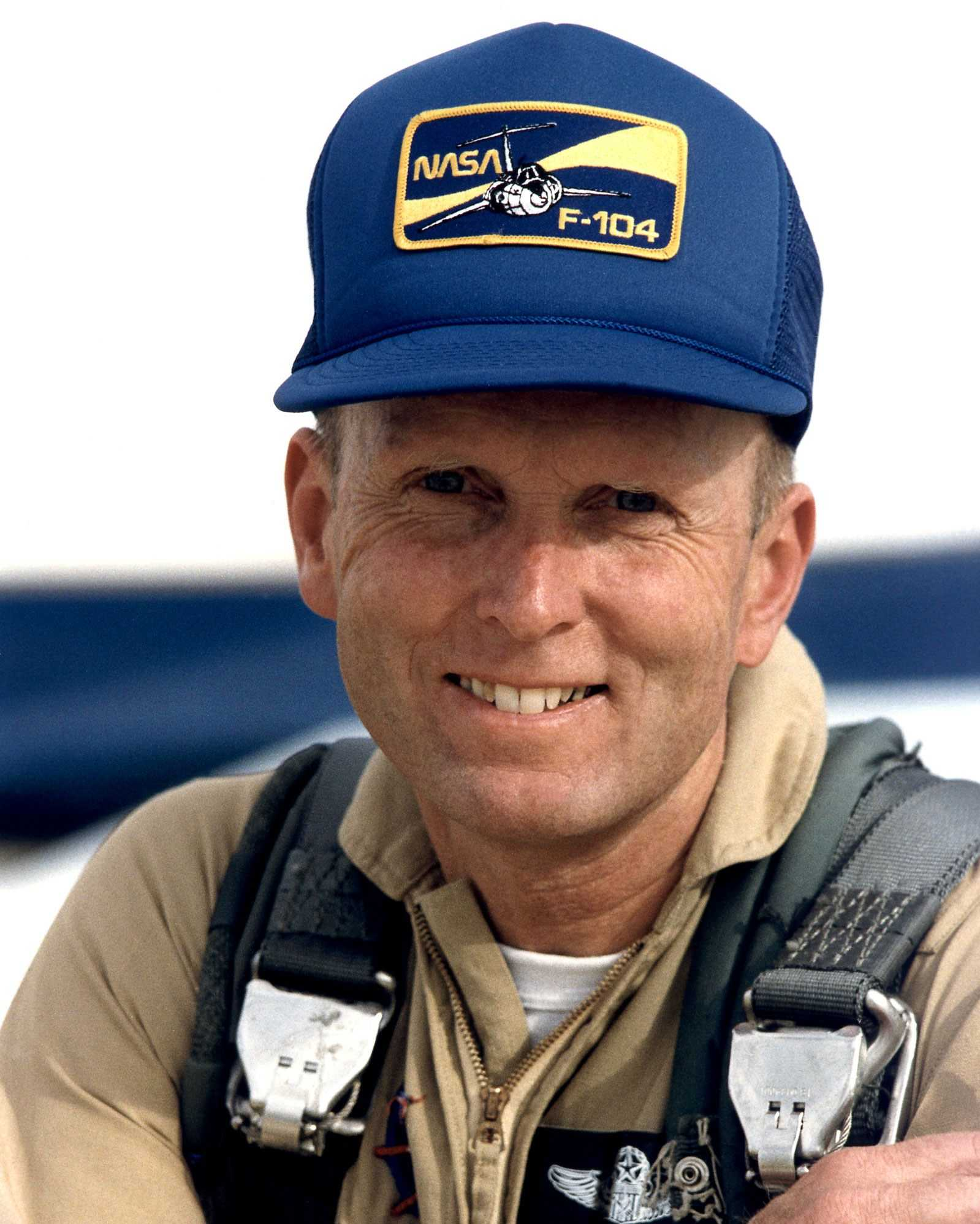
Charles Gordon Fullerton
(1936–2013)

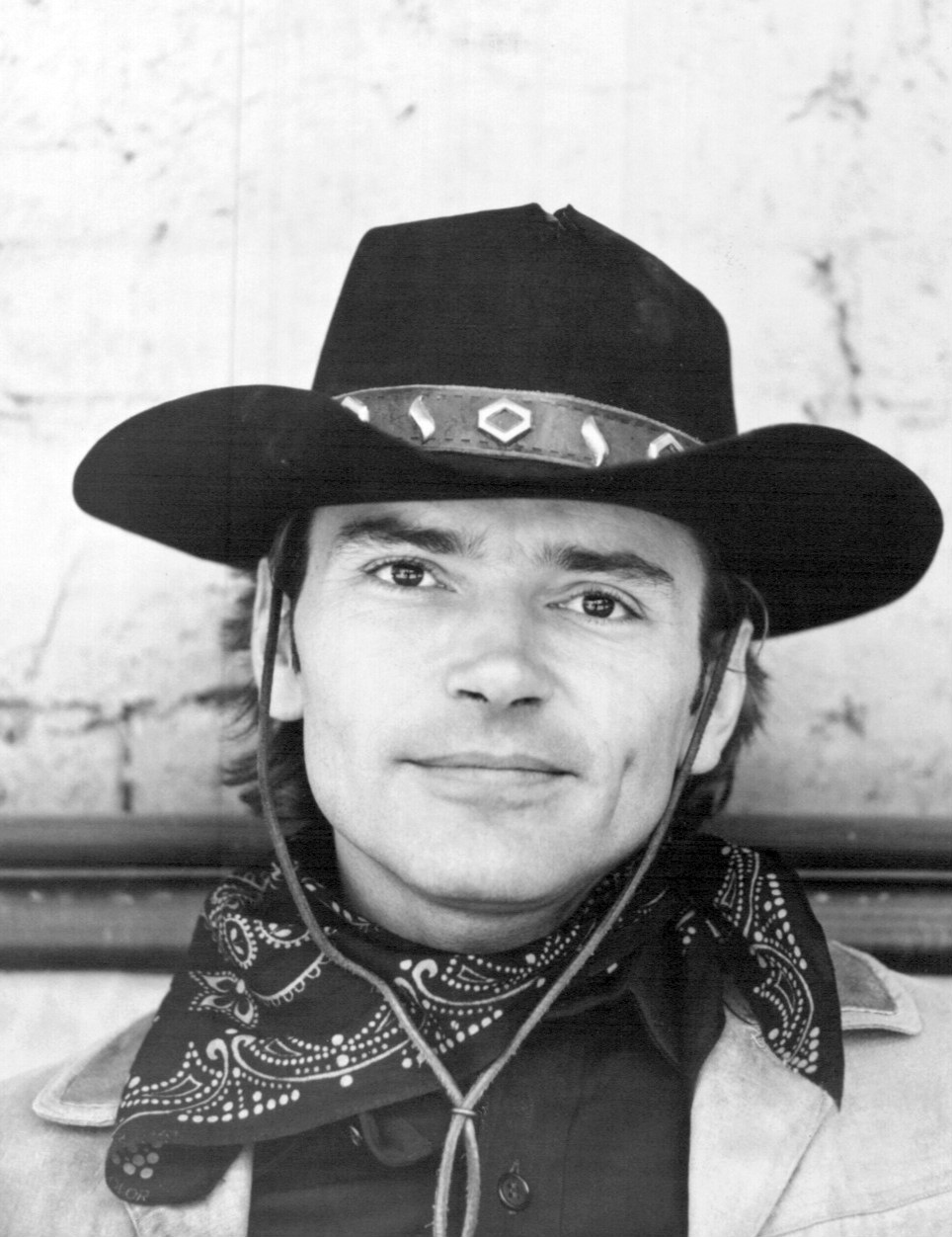
Pete Duel
(1940–1971)

- Thomas Cajetan Kelly (1931–2011), römisch-katholischer Geistlicher
- Thomas H. Green (1932–2009), römisch-katholischer Ordenspriester in der Gesellschaft Jesu, Seelsorger, Hochschullehrer und Autor
- James Michael Moynihan (1932–2017), römisch-katholischer Geistlicher, Bischof von Syracuse
- Herman Z. Cummins (1933–2010), Physiker
- Angelo Buono (1934–2002), Serienmörder
- Truddi Chase (1935–2010), Autorin
- Frank Pullara (≈1935–2019), Jazzmusiker
- Charles Gordon Fullerton (1936–2013), Astronaut
- Michael Kammen (1936–2013), Historiker
- Roy McCurdy (* 1936), Jazz-Schlagzeuger
- Carolyn Merchant (* 1936), Philosophin und Wissenschaftshistorikerin
- Morton Achter (* 1937), Musikwissenschaftler, Musikpädagoge, Dirigent und Komponist
- Joe Gallivan (* 1937), Schlagzeuger, Perkussionist und Keyboarder des Jazz
- Marcian Edward Hoff (* 1937), Elektroingenieur und einer der Erfinder des Mikroprozessors
- John Koerner (1938–2024), Sänger, Gitarrist und Songwriter
- Bill Folwell (1939–2019), Rock- und Jazzmusiker
- Edward Gramlich (1939–2007), Professor für Ökonomie und Vorstandsmitglied des Board of Governors of the Federal Reserve
- Alan Krueck (1939–2010), Musikwissenschaftler
- Martha Vicinus (* 1939), Historikerin und Frauenrechtlerin
- Pete Duel (1940–1971), Schauspieler
- Chuck Mangione (1940–2025), Jazz-Flügelhornist und Komponist
- Doug Walgren (* 1940), Politiker, Vertreter von Pennsylvania im US-Repräsentantenhaus

### 1941–1950

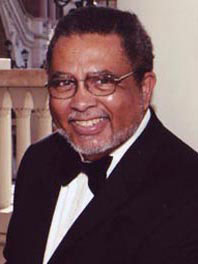
Adolphus Hailstork
(* 1941)

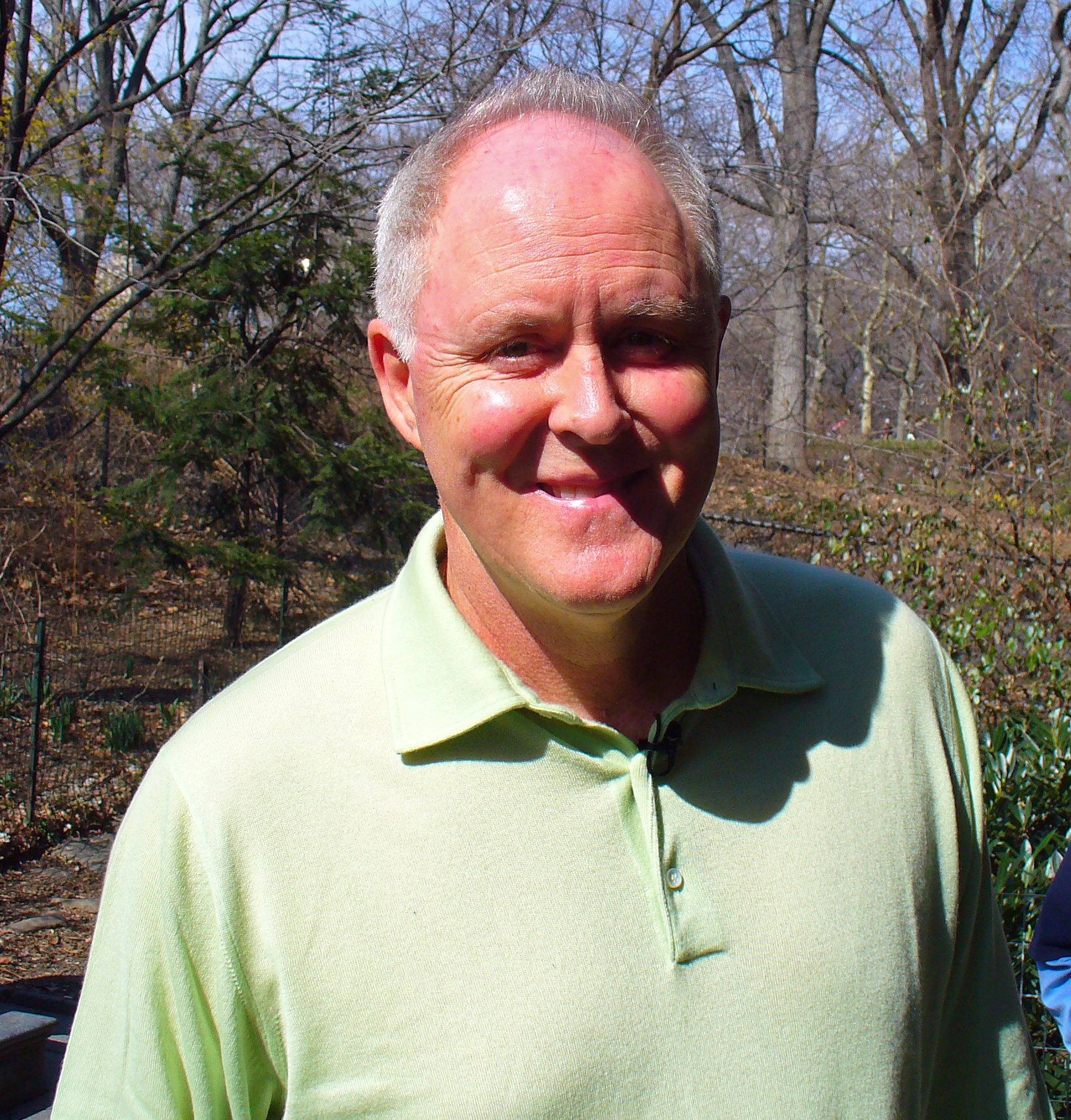
John Lithgow
(* 1945)

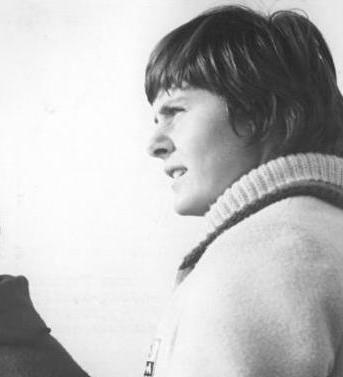
Janice Smith
(1945–2022)

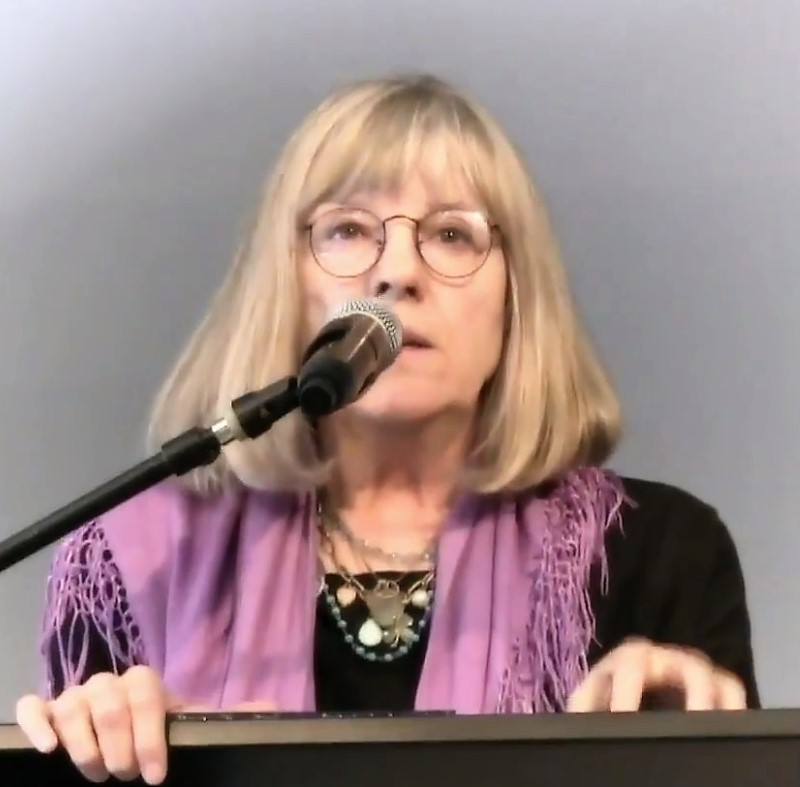
Mimi Kennedy
(* 1948)

- Fred J. Eckert (* 1941), Politiker, Vertreter von New York im US-Repräsentantenhaus
- Robert Forster (1941–2019), Filmschauspieler
- Adolphus Hailstork (* 1941), Komponist und Musikpädagoge
- Robert Putnam (* 1941), Soziologe und Politikwissenschaftler
- David R. Smith (* 1942), Generalmajor der United States Air Force
- Geoffrey Deuel (1943–2024), Schauspieler
- Gerry Niewood (1943–2009), Jazzmusiker
- Richard E. Packard (* 1943), experimenteller Festkörperphysiker
- Morris Berman (* 1944), Essayist und Kulturkritiker
- John H. Freeman (1944–2008), Soziologe und Organisationsforscher
- David M. Alexander (* 1945), Science-Fiction- und Krimi-Autor
- Noah Creshevsky (1945–2020), Komponist
- Steve Gadd (* 1945), Schlagzeuger
- John Lithgow (* 1945), Schauspieler
- Janice Smith (1945–2022), Eisschnellläuferin
- James W. Vaupel (1945–2022), Bevölkerungswissenschaftler
- Jeffrey Boam (1946–2000), Drehbuchautor und Produzent
- Richard Elliott Friedman (* 1946), Judaist, Bibelwissenschaftler und Professor für Jüdische Studien
- Don Moye (* 1946), Jazz-Schlagzeuger, Sänger und Komponist
- Robert D. Schreiber (* 1946), Immunologe
- Dick Buerkle (1947–2020), Langstreckenläufer
- Tom Canning (* 1948), Fusionmusiker
- John Vorrasi (1948–2015), Opern- und Konzertsänger (Tenor)
- Mimi Kennedy (* 1948), Schauspielerin
- Dan Welcher (* 1948), Fagottist, Komponist, Dirigent und Musikpädagoge
- Craig Shaw Gardner (* 1949), Fantasyautor
- Jordan Clarke (* 1950), Schauspieler
- Richard Ben Cramer (1950–2013), Journalist und Autor
- Lou Gramm (* 1950), Sänger

### 1951–1960

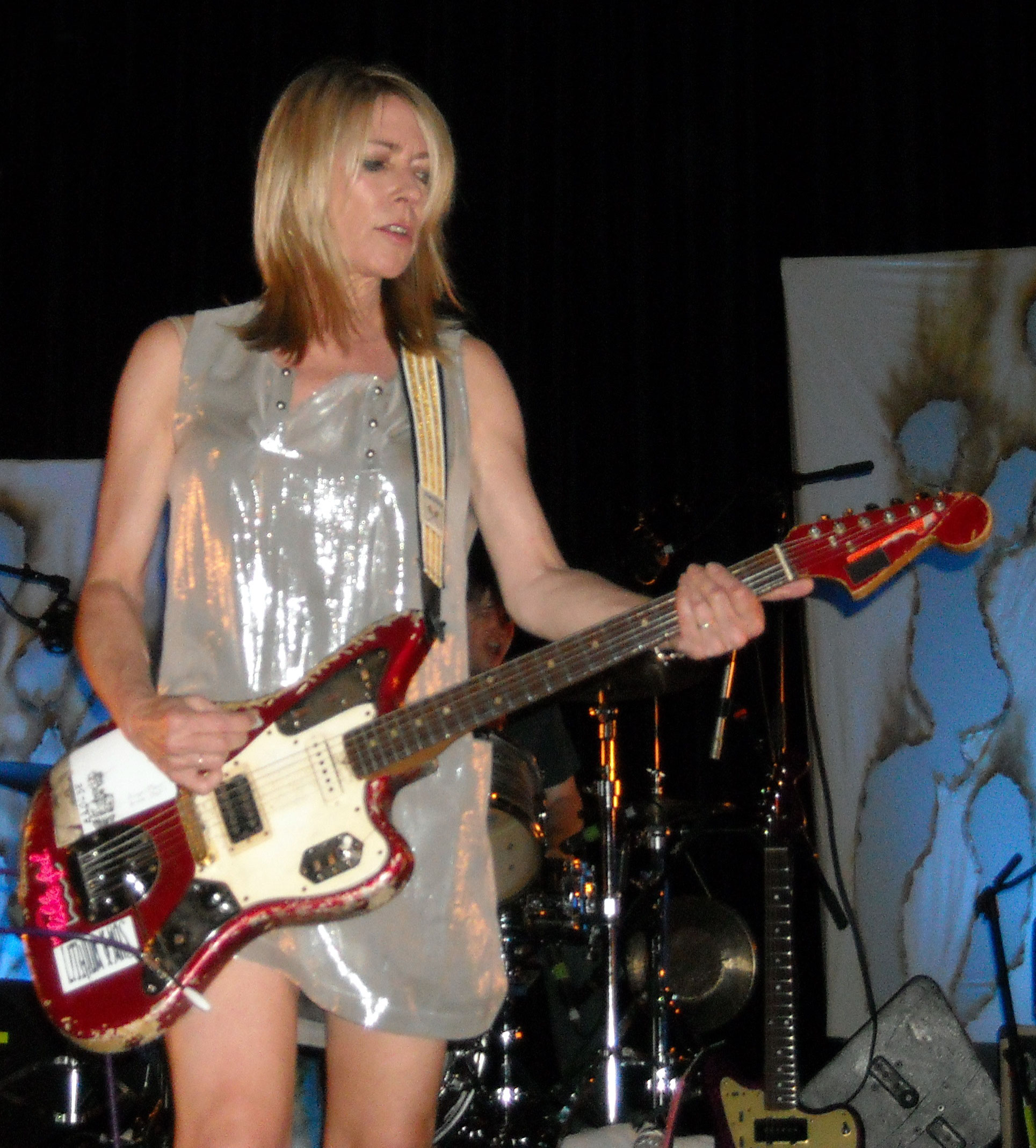
Kim Gordon
(* 1953)

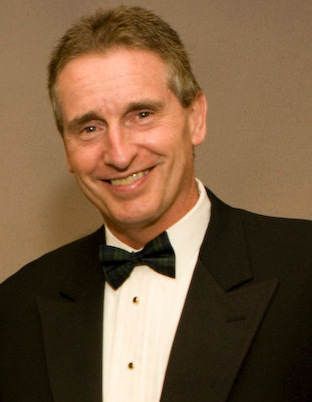
Robert Duffy
(* 1954)

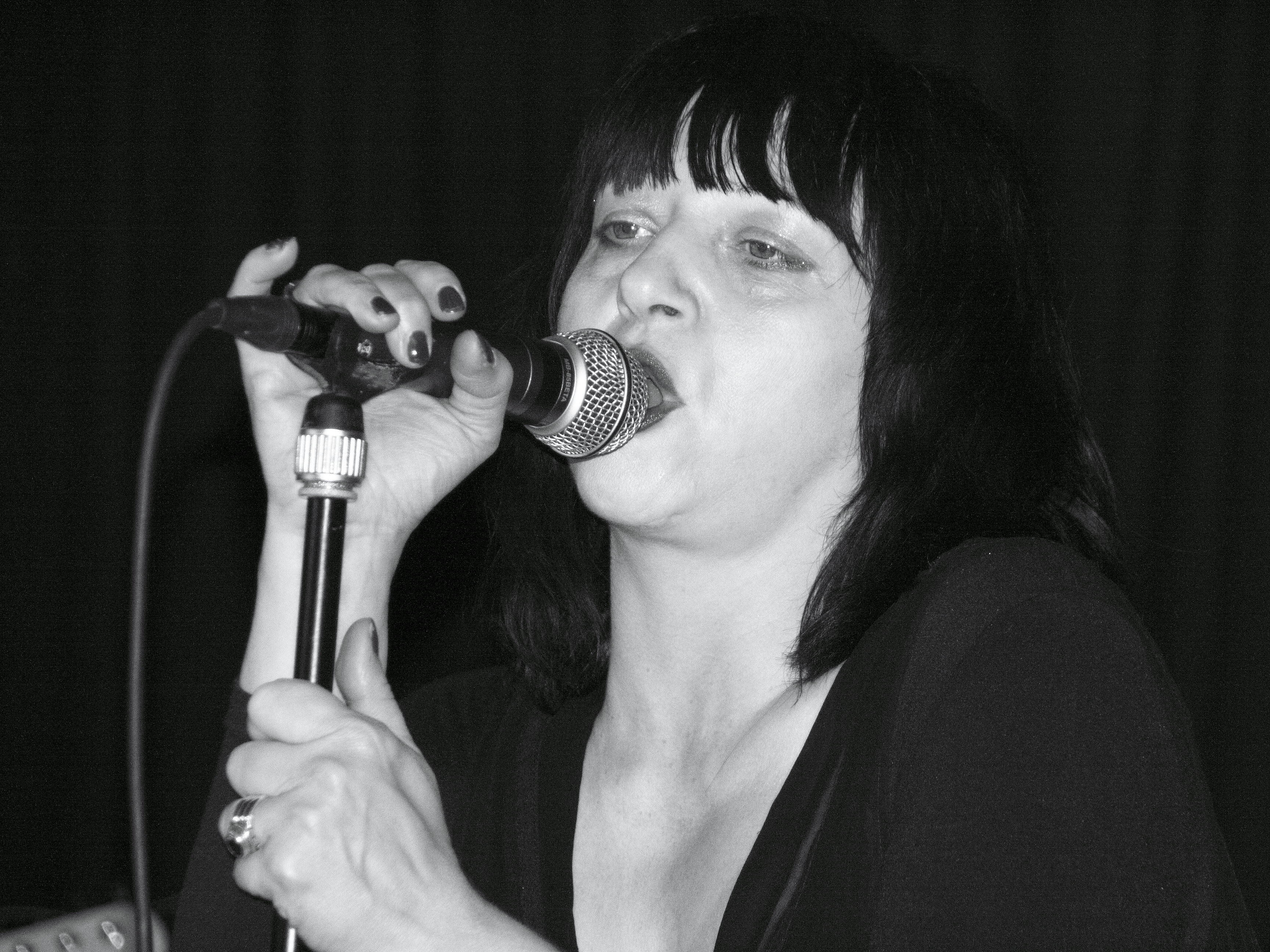
Lydia Lunch
(* 1959)

- David Amico (* 1951), Maler und Zeichner
- Kenneth Alessio Bianchi (* 1951), Serienmörder
- Danny Padilla (* 1951), professioneller Bodybuilder
- Joey Silvera (* 1951), Pornodarsteller und -Regisseur
- Stephen Emmel (* 1952), Koptologe
- Peter Keefe (1952–2010), Fernsehproduzent
- Bobby Stern (* 1952), Jazz-Saxophonist
- Kim Gordon (* 1953), Bassistin und gelegentlich Sängerin und Gitarristin
- Kenneth S. Rogoff (* 1953), Ökonom
- Maria Venuti (* 1953), Opern-, Lied- und Konzertsängerin
- David Bellugi (1954–2017), italoamerikanischer Dirigent, Blockflötist und Hochschullehrer
- John Deyle (1954–2023), Schauspieler
- Robert Duffy (* 1954), ehemaliger Bürgermeister von Rochester, Vizegouverneur von New York
- Mike Foley (* 1954), Politiker, Vizegouverneur von Nebraska
- David J. Lipman (* 1954), Biomediziner
- Richie Vitale (* 1954), Jazzmusiker
- Diane Greene (* 1955), Unternehmerin und Ingenieurin
- David Janeway (* 1955), Jazz-Pianist, Komponist und Arrangeur
- Stephen Marshak (* 1955), Geologe
- Aaron Lustig (* 1956), Schauspieler[1]
- Gary Taubes (* 1956), Sachbuchautor
- Steve Williams (* 1956), Jazzmusiker
- Katie Hafner (* 1957), Journalistin
- David Tronzo (* 1957), Gitarrist
- Rob Byrnes (* 1958), Autor
- Scott Cramer (* 1958), Eiskunstläufer
- David Finck (* 1958), Jazzbassist (Kontrabass, Bassgitarre)
- Aren Maeir (* 1958), israelischer Archäologe
- Bobby Weaver (* 1958), Ringer
- Michael Berkowitz (* 1959), Historiker
- Lydia Lunch (* 1959), Sängerin, Dichterin und Schauspielerin
- Armand Schultz (* 1959), Schauspieler[2]
- Joyce Sims (1959–2022), Sängerin, Pianistin und Songwriterin
- Lawrence M. Witmer (* 1959), Wirbeltier-Paläontologe
- Nick DiChario (* 1960), Schriftsteller

### 1961–1970

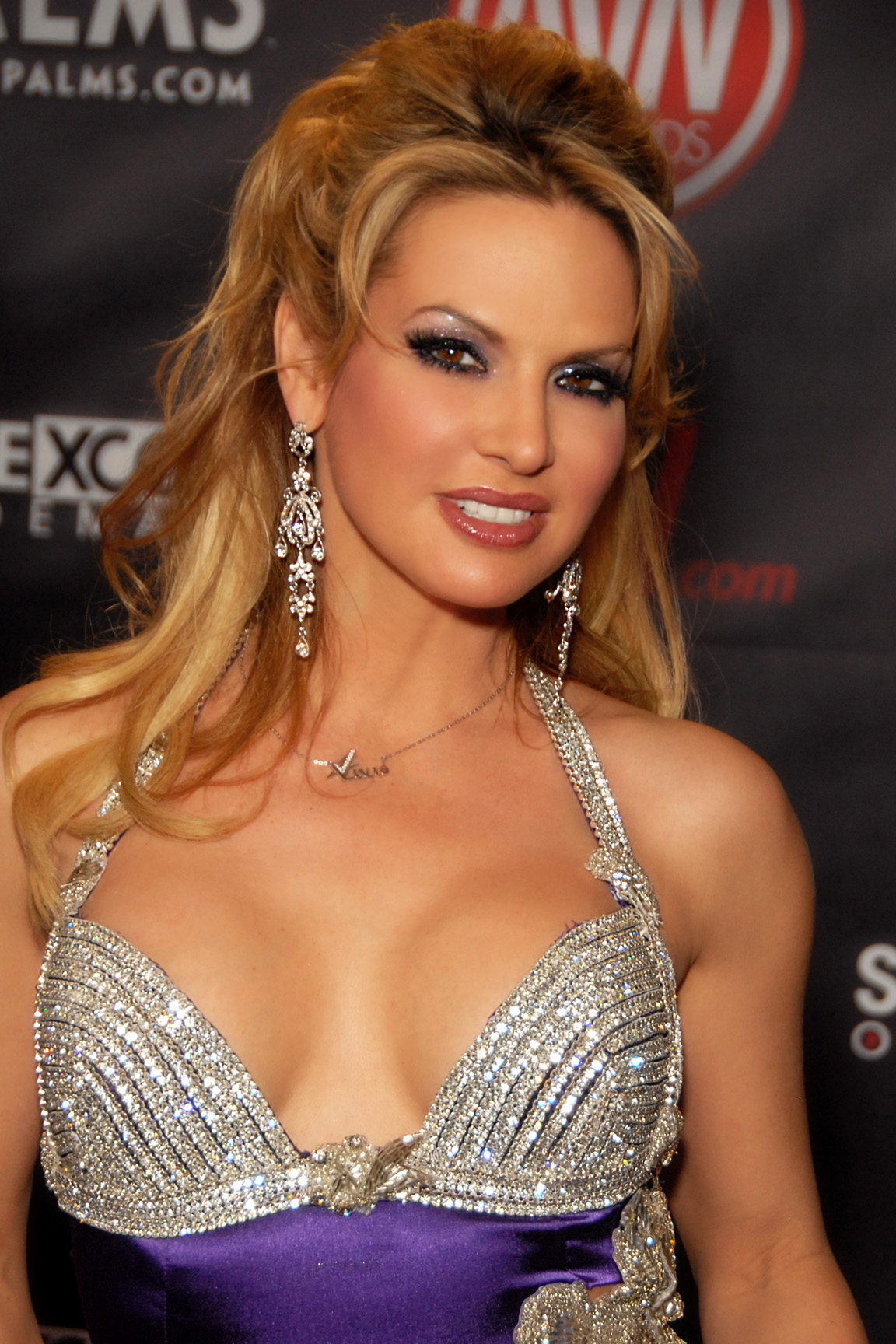
Savanna Samson
(* 1967)

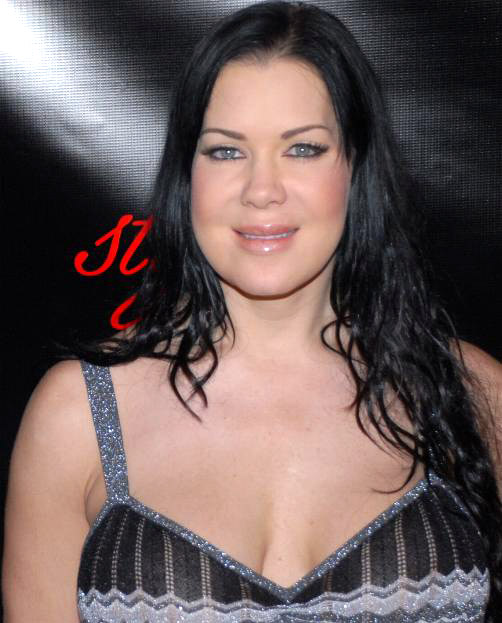
Chyna
(1969–2016)

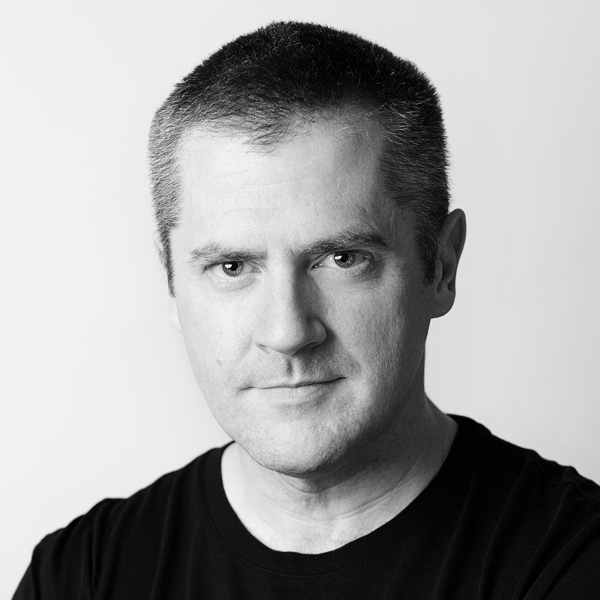
David Schickler
(* 1969)

- Joy Ladin (* 1961), Schriftstellerin und Literaturprofessorin
- Claron McFadden (* 1961), Opernsängerin (Sopran)
- David Spergel (* 1961), Astrophysiker
- Peck Allmond (* 1962), Jazzmusiker
- Cathie Turner (* 1962), Shorttrack-Läuferin
- Lisa M. Franchetti (* 1964), Admiralin
- Richard Saeger (* 1964), Schwimmer[3]
- Joe Arlauckas (* 1965), Basketballspieler
- Bob Cicherillo (* 1965), Profi-Bodybuilder und Sportkommentator
- Joy Tanner (* 1966), Schauspielerin[4]
- Suzanne Cryer (* 1967), Schauspielerin
- Joan Miller Smith (* 1967), Biathletin
- Savanna Samson (* 1967), Pornodarstellerin
- AJ Kitt (* 1968), Skirennläufer
- Charles Murray (* 1968), Boxer im Halbweltergewicht
- Chyna (1969–2016), Bodybuilderin, Wrestlerin, Schauspielerin und Pornodarstellerin
- David Schickler (* 1969), Schriftsteller
- Joel Glazer (* 1970), Unternehmer und Milliardär, Vorstandsvorsitzender des englischen Fußballklubs Manchester United

### 1971–1980

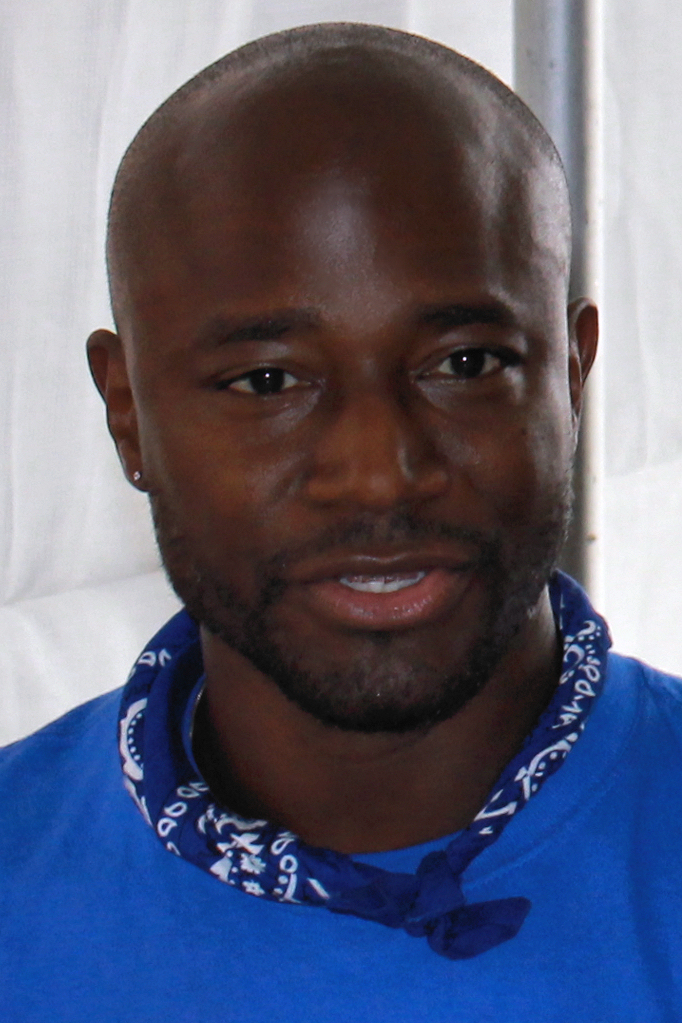
Taye Diggs
(* 1971)

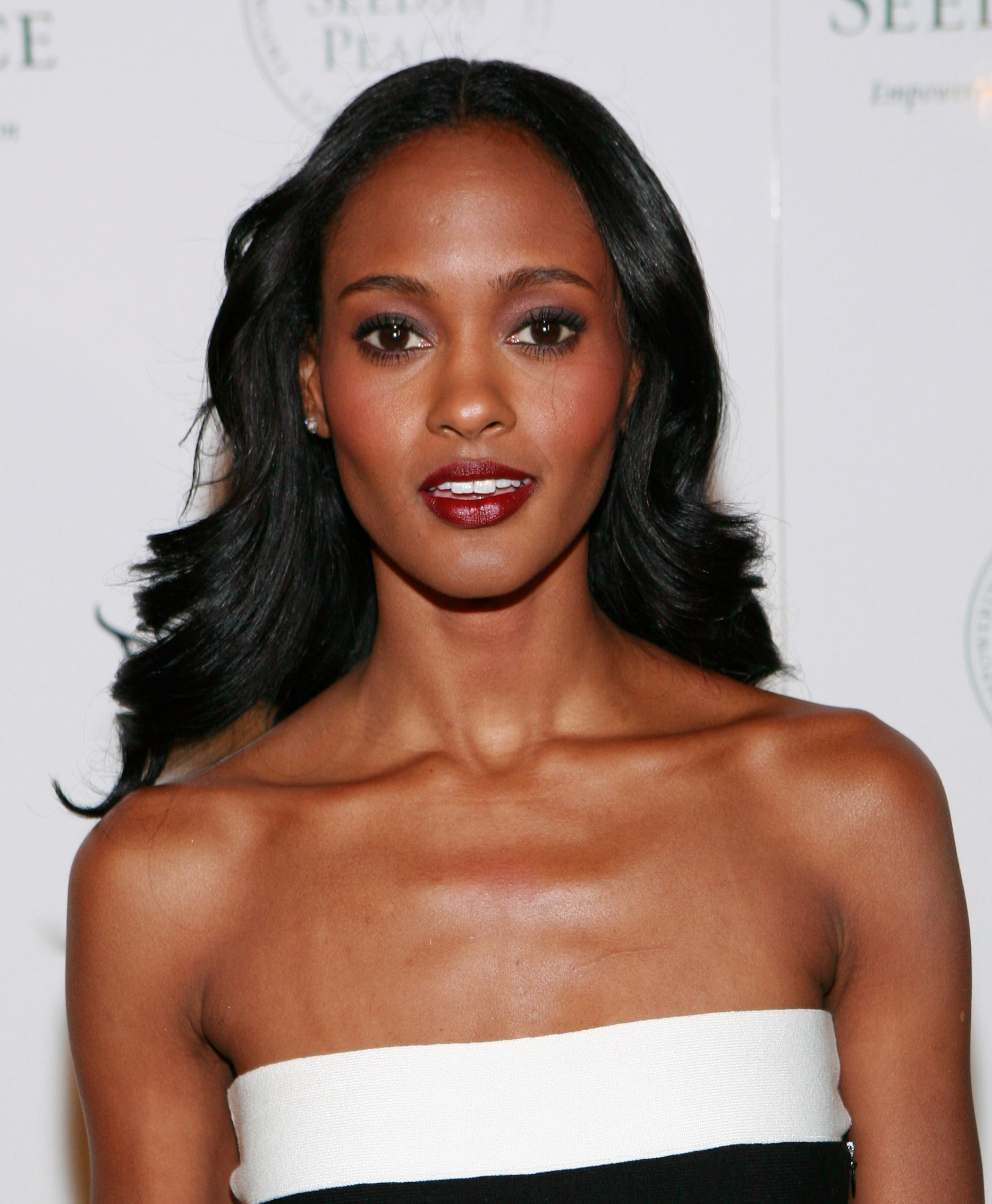
Nicole Fiscella
(* 1979)

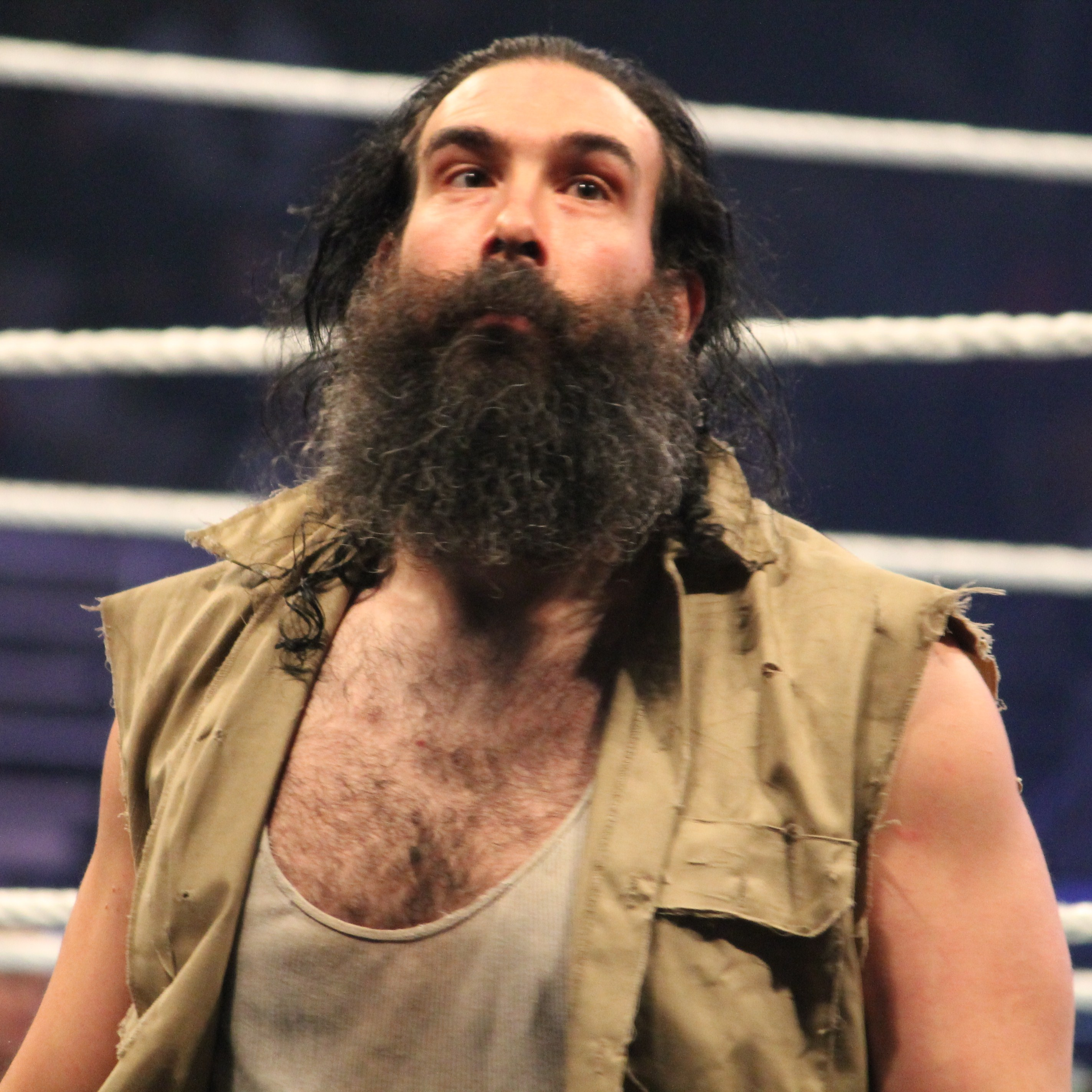
Luke Harper
(* 1979)

- Donna Lynne Champlin (* 1971), Schauspielerin, Sängerin, Tänzerin, Musicaldarstellerin und Synchronsprecherin
- Taye Diggs (* 1971), Schauspieler
- Philipp Gutbrod (* 1971), deutsch-US-amerikanischer Kunsthistoriker, Direktor des Institut Mathildenhöhe Darmstadt
- Charles Ruggiero (* 1971), Schlagzeuger des Modern Jazz
- John Hughes (* 1972), Jazz- und Improvisationsmusiker
- Samuel Metzger (* 1972), Organist und Komponist
- Tweet (* 1972), Sängerin, Songschreiberin und Gitarristin
- Burnie Burns (* 1973), Drehbuchautor, Filmproduzent, Schauspieler und Synchronsprecher
- Josh Arieh (* 1974), Pokerspieler
- Brann Dailor (* 1975), Schlagzeuger
- Rory Fitzpatrick (* 1975), Eishockeyspieler
- Davey Havok (* 1975), Sänger
- Sunny Jain (* 1975), Dholspieler, Schlagzeuger und Komponist
- DJ Green Lantern (* 1975), Hip-Hop-DJ und -Produzent
- Katie McDowell (* 1975), Seglerin[5]
- Jason Turner (* 1975), Sportschütze
- Felicia Zimmermann (* 1975), Fechterin[6]
- Wang Leehom (* 1976), Musiker, Musikproduzent, Schauspieler, Regisseur
- Ann Mahoney (* 1976), Schauspielerin[7]
- Robin McKelle (* 1976), Jazz- und Soulsängerin
- Eula Biss (* 1977), Schriftstellerin und Essayistin
- Brodie Lee (1977–2020), Wrestler
- Amy Marsh (* 1977), Triathletin
- Tim Yeung (* 1978), Schlagzeuger
- Nicole Fiscella (* 1979), Schauspielerin und Model[8]
- Brian Gionta (* 1979), Eishockeyspieler
- Luke Harper (1979–2020), Wrestler
- Marco Sanders (* 1979), deutsch-US-amerikanischer Basketballspieler und -trainer
- Bill English (* 1980), Komiker und Schauspieler
- Kim Insalaco (* 1980), Eishockeyspieler[9]
- Abby Wambach (* 1980), Fußballspielerin und -trainerin
- Red Wierenga (* 1980), Jazzmusiker

### 1981–2000

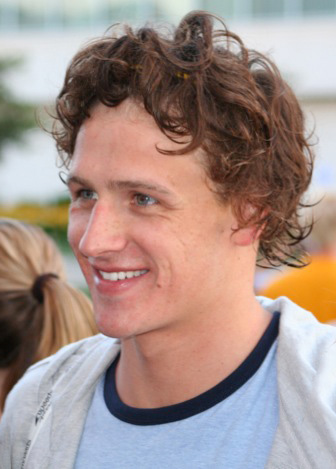
Ryan Lochte
(* 1984)

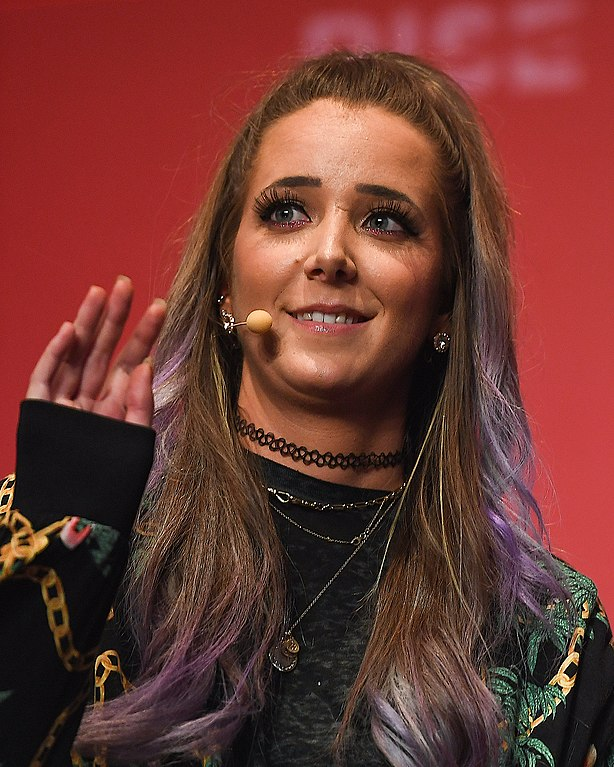
Jenna Marbles
(* 1986)

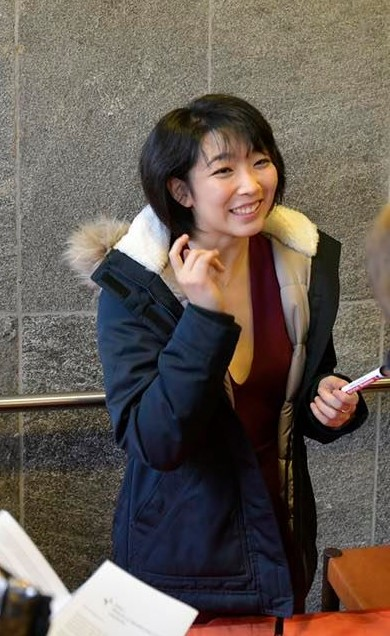
Claire Huangci
(* 1990)

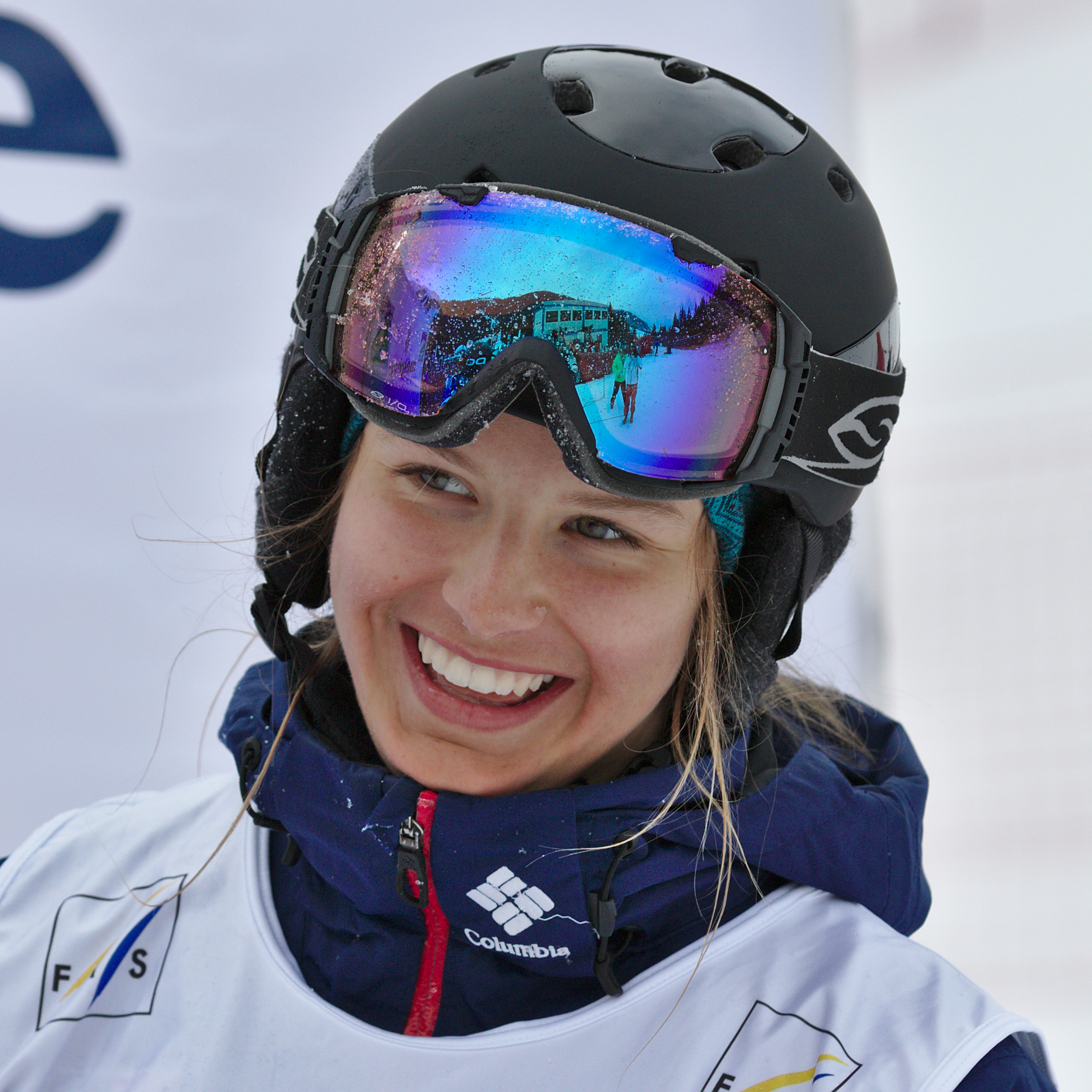
Morgan Schild
(* 1997)

- Maia Chaka (* 1981/82), NFL-Schiedsrichterin
- Ted Poor (* 1981), Jazzschlagzeuger
- Iris Zimmermann (* 1981), Fechterin[10]
- Carson Cooman (* 1982), Komponist und Organist
- Johnny Palermo (1982–2009), Schauspieler
- Alisa Weilerstein (* 1982), Cellistin
- Stephen Gionta (* 1983), Eishockeyspieler
- Hanna Thompson (* 1983), Florettfechterin
- Branden Albert (* 1984), American-Football-Spieler
- Ryan Lochte (* 1984), Schwimmer
- Phillip Musumeci (* 1984), Schauspieler, Filmschaffender und Radiomoderator
- Lydia Vandenbergh (* 1984), Fußballspielerin
- Derek Whitmore (* 1984), Eishockeyspieler
- Ryan Callahan (* 1985), Eishockeyspieler
- Nikki Preston (* 1985), Radiomoderatorin, Model und Schauspielerin
- Richelle Ryan (* 1985), Pornodarstellerin
- Greg Collins (* 1986), Eishockeyspieler
- Jenna Marbles (* 1986), Produzentin von YouTube-Videos
- Willie Monroe junior (* 1986), Boxer
- Marcus Ginyard (* 1983), Basketballspieler
- Jon Jones (* 1987), Mixed-Martial-Arts-Kämpfer
- Joshua Weilerstein (* 1987), Violinist und Dirigent
- Nick Finzer (* 1988), Jazzmusiker
- Andrew John Nally (* 1988), Volleyballspieler
- Chris Perfetti (* 1988), Schauspieler
- Emma Cannon (* 1989), Basketballspielerin
- Mark Zengerle (* 1989), Eishockeyspieler
- Tobias Greenhalgh (* ≈1990), Opernsänger (Bariton)
- Ashley Grove (* 1990), Fußballspielerin
- Matt Hedges (* 1990), Fußballspieler
- Claire Huangci (* 1990), Pianistin
- Jessica Shufelt (* 1990), Fußballspielerin und -trainerin
- Vincent Martella (* 1992), Filmschauspieler und Musiker
- Shane Prince (* 1992), Eishockeyspieler
- Jonathon Lillis (* 1994), Freestyle-Skier
- Terese Cannon (* 1995), Beachvolleyballspielerin
- Dontay Caruthers (* 1995), Basketballspieler
- Thomas Bryant (* 1997), Basketballspieler
- Morgan Schild (* 1997), Freestyle-Skierin
- Christopher Lillis (* 1998), Freestyle-Skier
- Samantha Watson (* 1999), Mittelstreckenläuferin

### Geburtsjahr unbekannt
- Sally Heckel (* 20. Jh.), Filmregisseurin und -produzentin
- John Insalaco (* 20. Jh.), Lokalpolitiker und Bürgermeister von Apache Junction in Arizona
- Susan T. Lovett (* 20. Jh.), Biologin
- Katie Sereika (* 20. Jh.), Schauspielerin, Yogini und Model
- Robert F. Siliciano (* 20. Jh.), Immunologe und Virologe

## 21. Jahrhundert
- Isaiah Stewart (* 2001), Basketballspieler